# حسین کاشی‌پز
حسین کاشی پز (حسین خاک نگار مقدم) از برجسته‌ترین و اثر گذارترین کاشی کاران دوره معاصر است که بیش از شصت سال فعالیت کرد. وی در کارگاهش که بسیار پر رونق بوده شاگردان بسیاری را تربیت نمود.

## زندگی
حسین کاشی پز (حسین خاک نگار مقدم) در سال ۱۲۶۳ در قم به دنیا آمد و از کودکی با رنگ آمیزی و کاشی کاری آشنا شد. پدرش استاد جواد نام داشت و نقاش گچبریهای کاخهای قاجار به ویژه کاخ گلستان بود. در چهارده سالگی پدرش را از دست داد، به تهران آمد و در کارگاه کاشی سازی مشغول به کار شد. زیر نظر استاد محمد علی و استاد محمد حسین اصفهانی کاشی سازی را فرا گرفت و خط نگاری رو کاشی را نیز نزد استاد عماد آموخت. سپس توانست در ۲۷ سالگی و در سال ۱۲۹۰ خورشیدی کارگاه کاشی سازی مستقلی را در نزدیکی میدان توپخانه راه اندازی کند و مدتی نیز با استاد عرب زاده همکاری می‌کرد.
وی ساخت کاشی‌های هفت رنگی از تهیه گِل، ساخت کاشی ساده، لعابهای رنگارنگ، طراحی و نقش زدن بر روی آن را انجام می‌داد. از جمله نخستین استادانی هست که برای راحتی و سلامتی کارگران تصمیم گرفت تا کاشی کاری را روی میز انجام دهد و البته مورد انتقاد برخی از هم صنفانش نیز قرار گرفت.
حسین کاشی پز در زمینه کاشی‌های دوره صفویه کار می‌کرد و از شمار استادانی است که کاشی کاری را بعد از دوران سلجوقی و صفویه دوباره به اوج رسانید. کارگاهش بسیار پر رونق بود و به مرورطی بیست سال ۳۲ کوره برای پخت کاشی در اختیار داشت. بسیاری از استادان برجسته کاشی کاری دوره معاصر همانندحسن علی اکبر خزینه با ارتباط و آموزش در این کارگاه مهارتهای خود را آموختند. استاد حسن زرین خط بیش از پنج هزار متر کتیبه نگاری برای کارگاه وی و پسرانش انجام داده است.
پسرانش ابراهیم و عباس خاک نگار مقدم نیز در کارگاه پدر فعالیت می‌کردند و در ۱۳۰۹ موفق به ساخت کاشی فشاری گردیدند. در سال ۱۳۲۲ با گشایش کارخانه چینی سازی در تهران برای سال‌ها حدود سی درصد مصرف ظروف چینی داخل کشور را تأمین می‌کردند.
سعید خاک نگار مقدم (فرزند عباس) و فریبز خاک نگار مقدم (فرزند اسماعیل) نیز نوه‌های ایشان و از استادان برجسته کاشی کاری می‌باشند. سعید خاک نگار مقدم اکنون کارگاه کاشی سازی خاک نگار مقدم را سرپرستی می‌کند.
استاد حسین کاشی پز بعد از شصت سال فعالیت در زمینه کاشی کاری و کاشی سازی در دوم فروردین سال ۱۳۴۱ از دنیا رفت و در تهران به خاک سپرده شد.

## آثار
بخشی از آثار مهم ایشان چنین است:
- سر در باغ ملی، ۱۳۰۲
- سر در سنگی کاخ مرمر، ۱۳۰۷[۹]
- برج آب بانک ملی ایران، ۱۳۱۴
- سر در بانک شاهی ایران (بانک تجارت فعلی در میدان امام خمینی)، ۱۳۲۸
- کاشی کاری رواق حضرت عبدالعظیم
- کاشی کاری امامزاده عبدالله شهرری
- کاشی کاری تابلوی مدرسه‌هایی با نام نوبنیاد
- معبد زرتشتیان تهران پارس، ۱۳۳۱
- دبیرستان انوشیروان دادگر
- کاشی کاری بخاری‌های پیش ساخته خانقاه صفی علیشاه
- کاشی کاری صدها مسجد در تهران و شهرستانها
- كاشي كاري بخش هاي وسيعي از مرقد ویکی‌پدیا امامزاده صالح (تجریش)